# 凡萨拉
凡萨拉，是西班牙瓦伦西亚自治区卡斯特利翁省的一个市镇。总面积35平方公里，总人口252人（2001年），人口密度7人/平方公里。